# Big Dogz
Big Dogz è il ventiduesimo album in studio del gruppo rock scozzese Nazareth, pubblicato nel 2011.

## Tracce
1. Big Dog's Gonna Howl – 3:58
2. Claimed – 3:55
3. No Mean Monster – 5:01
4. When Jesus Comes to Save the World Again – 6:24
5. Radio – 4:17
6. Time and Tide – 7:20
7. Lifeboat – 4:58
8. The Toast – 3:59
9. Watch Your Back – 4:32
10. Butterfly – 5:30
11. Sleeptalker – 5:45

## Formazione
- Dan McCafferty - voce
- Jimmy Murrison - chitarre
- Pete Agnew - basso, cori
- Lee Agnew - batteria